# Zensur in Algerien
Die Arbeitskonditionen von Journalisten in Algerien haben sich seit der Unabhängigkeit 1962 weiterentwickelt: Nach 1990 wurde ein Pressekodex abgeschafft, was deutlich zur Pressefreiheit beitrug. Trotzdem wurden während des algerischen Bürgerkriegs in den 1990er Jahren mehr als 70 Journalisten von Sicherheitskräften und Islamisten getötet. Zwischen 1993 und 1998 wurden weitere sechzig Journalisten umgebracht.

## Situation in den 1990er-Jahren
Vor kurzer Zeit hat Präsident Abdelaziz Bouteflika die Einstellung mehrerer Zeitungen befehligt, Journalisten wie Mohammad Benchichou, Chefredakteur der Zeitung Le Matin, gefangen nehmen lassen und andere Reporter in das meist französische Exil gezwungen.
Der Index für Pressefreiheit in Algerien der Organisation Reporter ohne Grenzen (ROG) steht seit fünf Jahren bei etwa 40 %. Zusammen mit der Zeitung L'Humanité verurteilte der weltweite Bund von Reportern die Gefangennahme Mohammad Benchicous. Dieser wurde zu zwei Jahren Gefängnisstrafe verurteilt, weil er über Korruption in Algerien schrieb. Benchichou erhielt 2006 den PEN/Barbara Goldsmith Freedom to Write Award.
Neben diesem Fall hat das Land in den letzten Jahren viele Angriffe auf die Pressefreiheit erlebt. Die Zeitung La Tribune wurde 1996 eingestellt. Auch El Watan litt unter Angriffen der algerischen Regierung. Nach Angaben von ROG und dem Komitee zum Schutz von Journalisten (CPJ) wurden sie von Regierungskräften und Islamisten ins Visier genommen. Journalisten der Zeitungen Liberté und Le Matin wurden gezwungen, ins Exil nach Frankreich zu gehen.

## Situation 2007: Gestoppte Fachkonferenz
Eine Fachkonferenz zum Thema Pour la Vérité, la Paix et la Conciliation (Für Wahrheit, Frieden und Einigung), die von verschiedenen Vereinigungen gegen das im Bürgerkrieg aufgetretene Verschwinden von Personen organisiert wurde, wurde am 7. Februar 2007 von algerischen Behörden verhindert. Diese „neue“ Forum der Zensur wurde vielfach verurteilt, unter anderem durch die Fédération internationale des ligues des droits de l’Homme.